# تونی فورشبری
تونی فورشبری (سوئدی: Tony Forsberg؛ زادهٔ ۱۳ اوت ۱۹۳۳) فیلم‌بردار اهل سوئد است.
از فیلم‌هایی که وی در آن‌ها نقش داشته‌است، می‌توان به در حضور یک دلقک و سگ‌های ریگا اشاره نمود.